# Translohr

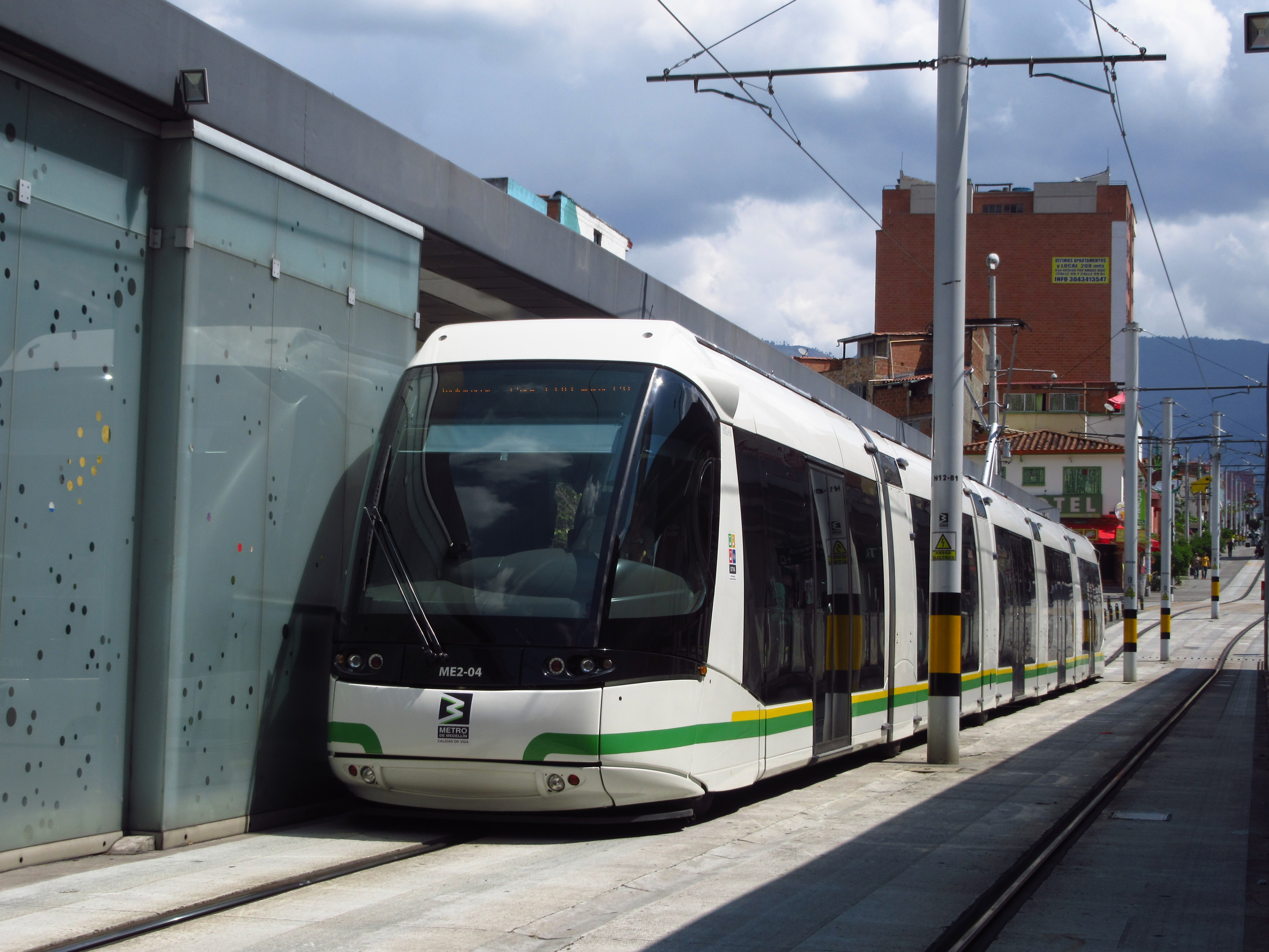
Translohr en Medellín, Colombia

Translohr es el nombre de un sistema de tranvía que es guiado por un solo carril, situado en el centro, que tiene en común con el trolebús el que se mueve sobre ruedas neumáticas. Ha sido desarrollado por Lohr Industrie. Por extensión se denomina Translohr a todo sistema de tranvía con un único carril.

## Concepto
El Translohr se mueve sobre ruedas neumáticas y se guía por un raíl central en el que apoyan dos ruedas metálicas. Las parejas de ruedas de guiado, en número de 4 a 6 a lo largo del tranvía, se sitúan entre los módulos.
La tracción del Translohr es eléctrica. Se alimenta por línea aérea, aunque puede incorporar un sistema de baterías para poder circular en zonas en las que no se desea colocar cable de alimentación. Usando baterías la velocidad se limita a 30 km/h.

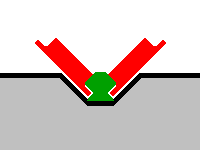
Sistema de guiado.

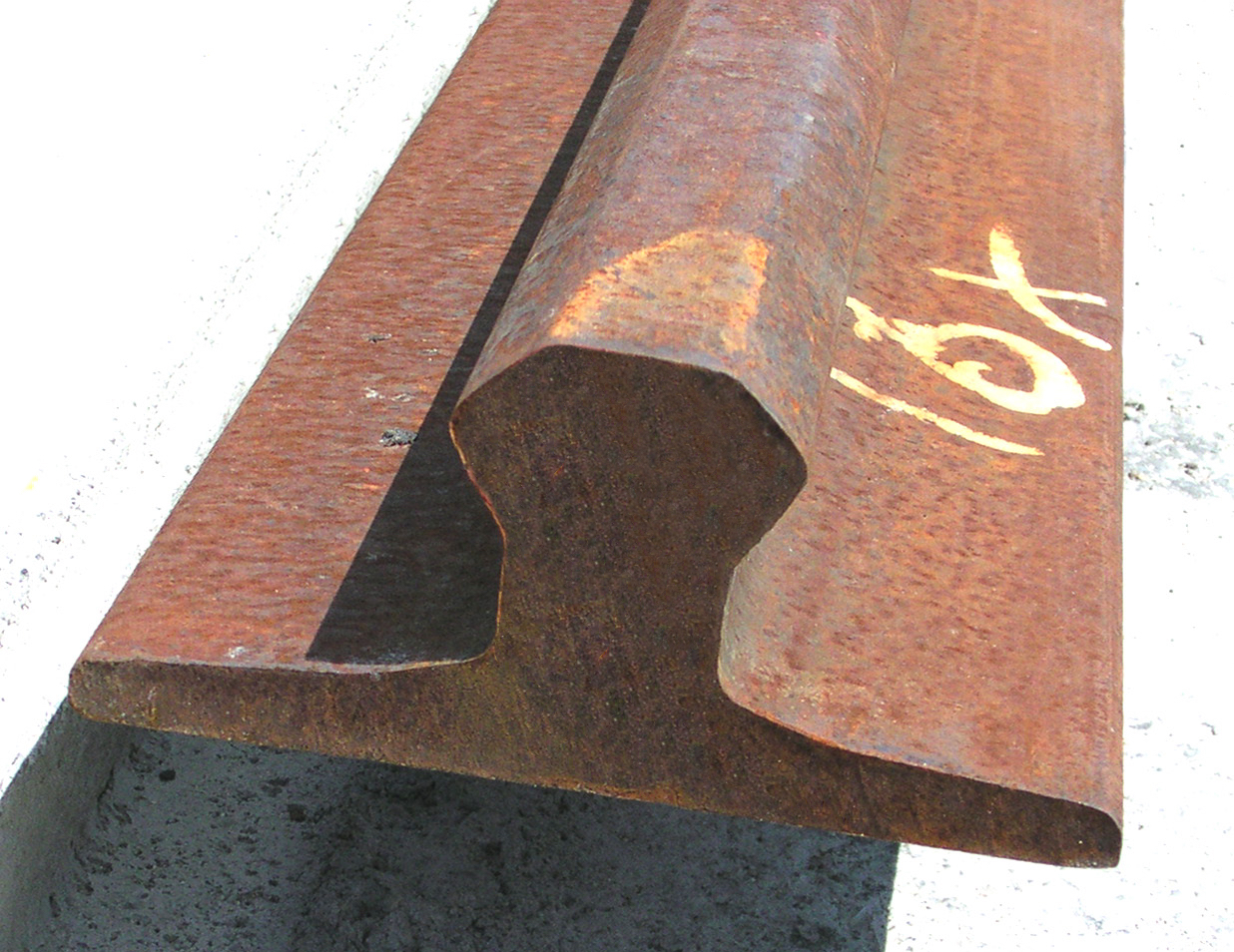
Sección del rail de sistema de guiado (en Clermont-Ferrand).

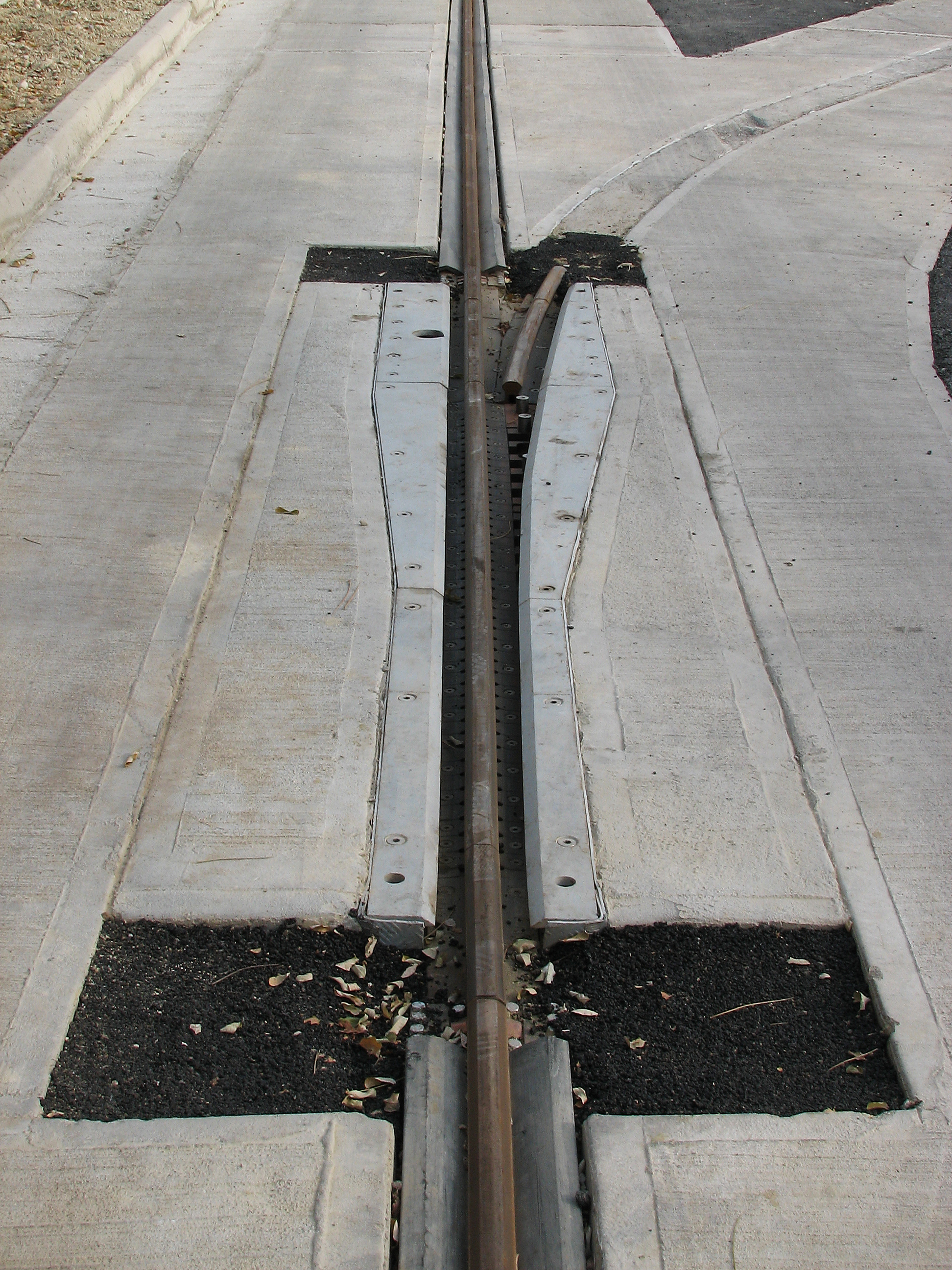
Cambio de agujas del Translohr.

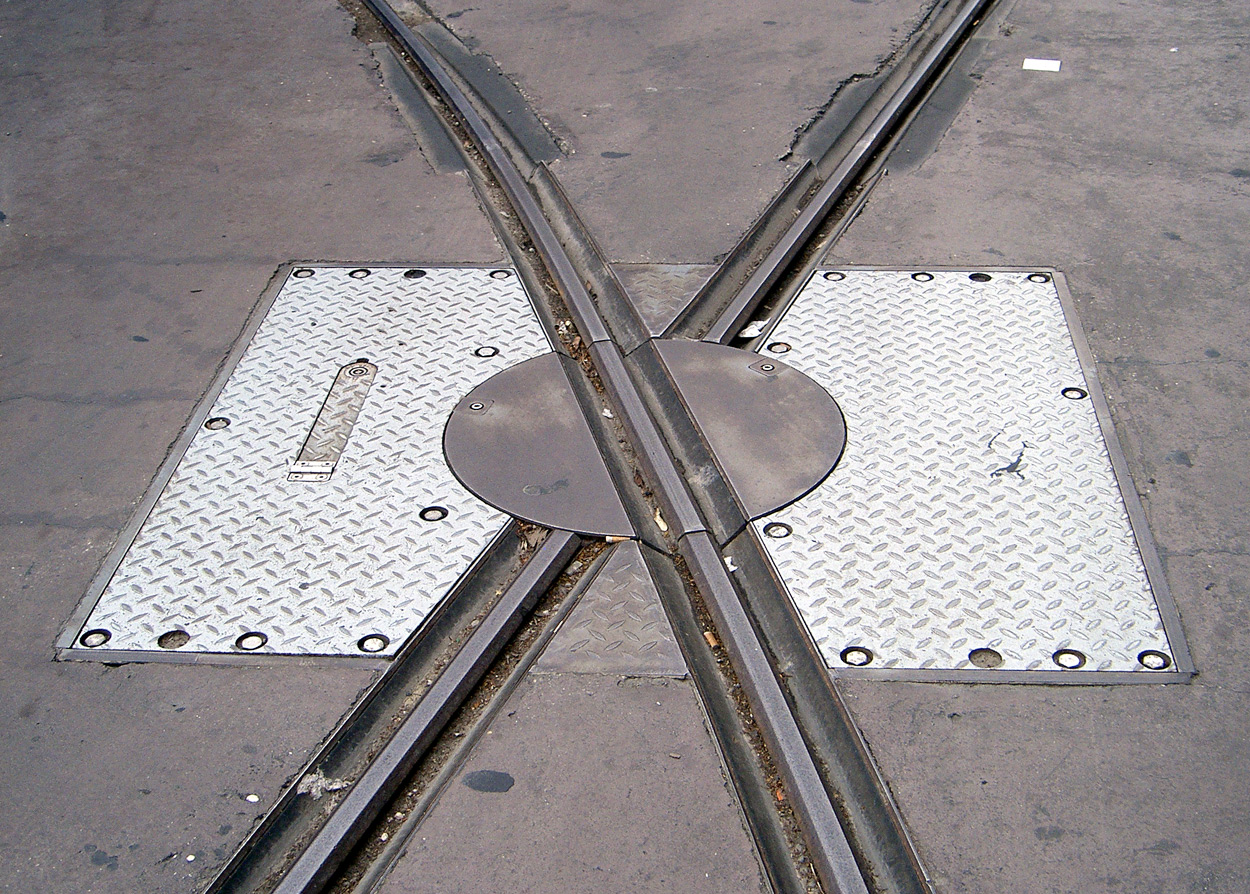
Contrario a los GLT / TVR y tranvías ordinarios donde las rutas de vías se cruzan, el sistema Translohr requiere un equipo especial para mantener la orientación continua.

El vehículo consiste en un conjunto articulado de 3 a 6 módulos, con una cabina de conducción en cada extremo. Se fabrica con las siguientes configuraciones:
- STE3 (3 módulos, 25 metros, 127 pasajeros)
- STE4 (4 módulos, 32 metros, 170 pasajeros)
- STE5 (5 módulos, 39 metros, 213 pasajeros)
- STE6 (6 módulos, 46 metros, 255 pasajeros)
- Doble de STE3 acoplados (51 metros, 254 pasajeros)

Los módulos de pasajeros del Translohr están construidos en aluminio y materiales compuestos, lo que permite una reducción del peso de conjunto. Los extremos están construidos en acero para poder recibir impactos. La vía puede construirse en zona pública, incluso compartiendo la circulación con otros vehículos.

## Ventajas e inconvenientes

### Ventajas
- La ligereza (7 toneladas menos por eje respecto a otros tranvías) permite tener menos vibraciones y respetar mejor la vía de rodadura.

Alguna de estas ventajas no son exclusivas del sistema Translohr sino del modo de construir los coches, por lo que podrían incorporarse a tranvías convencionales.

### Ventajas supuestas
- La infraestructura a instalar es más sencilla que la de un tranvía clásico, por no necesitar la instalación de un segundo rail.
- El radio mínimo de giro del Translohr (10,5 metros) es mucho más reducido que en un tranvía clásico (25 metros).
- El ancho de 2,20 metros le permite circular en calles más estrechas.
- La utilización de neumáticos otorga una adherencia superior al raíl: el Translohr puede subir pendientes de un 13%. La frenada y la aceleración son más eficaces, aunque están limitadas para mantener el confort de los ocupantes.

### En realidad
- En París la instalación de la infraestructura y la operación de Translohr resultó más cara que la del tranvía convencional.
- El radio mínimo de giro 10,5 es de solo 50 cm menor que el del tranvía convencional de Toronto, producido por Bombardier.
- Los tranvías producidos por CAF para la ciudad francesa de Saint Etienne miden 2,15 m de ancho.
- El tranvía convencional puede subir pendientes del 11% en Augsburgo, Alemania.

### Inconvenientes
- Al contrario que el tranvía convencional, el sistema de guiado del Translohr es un sistema patentado, por lo que sólo se puede utilizar el material de Lohr Industrie y no se puede comprar material a otra empresa. Esto impide cualquier intento de sacar los contratos a concurso entre diferentes fabricantes. Otras ciudades con redes de tranvía clásico, como Nantes o Estrasburgo, han encargado la construcción de nuevas remesas de tranvías a fabricantes distintos de los que hicieron los primeros.
- El sistema de rodadura sobre neumáticos es más económico de adquirir pero presenta problemas ligados al uso natural de neumáticos. Es necesario cambiar los neumáticos dos veces por año, y el mayor agarre provoca un mayor consumo energético.
- El revestimiento de la plataforma se estropea más rápidamente a causa del contacto de las ruedas siempre por el mismo sitio debido al guiado, lo que provoca que las rodadas queden marcadas. Otros sistemas como el TVR han propuesto soluciones a este problema.
- El Translohr no permite utilizar las técnicas de paisajismo que se utilizan en tranvía convencional, ya que se necesita un firme para la rodadura de los neumáticos. Las vías con césped son mucho más difíciles y más caras.
- La estrechez del vehículo reduce la capacidad de las composiciones. Para asegurar una capacidad idéntica a un tranvía clásico habría que alargar las composiciones y por lo tanto los andenes, lo que aumenta los costos. Esta capacidad reducida puede ser un problema en horas punta.
- El sistema de guiado obliga a un reglaje exhaustivo de la suspensión del tranvía y puede afectar el confort del rodaje. De hecho cuando se encuentran imperfecciones en la vía los pasajeros pueden sentir el golpe y el ruido, parecidos a cuando un tren convencional rueda por una vía de raíles no soldados.
- Por culpa de la complejidad del sistema y de la tecnología y del escaso número de series construidas, el Translohr es una de las series más caras del mundo en relación con el número de personas transportadas.

## Incidentes

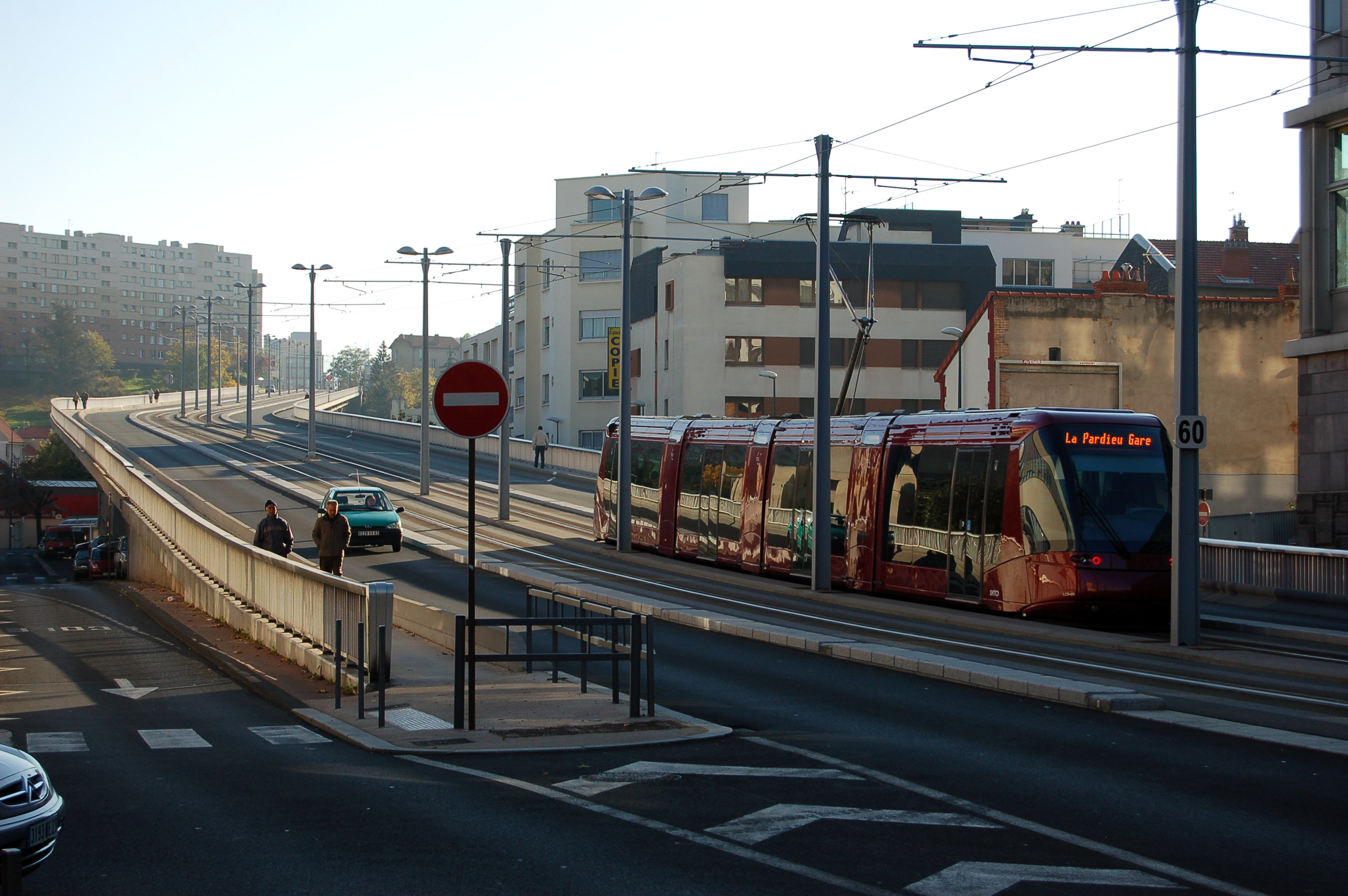
Translohr de Clermont-Ferrand sobre el viaducto de Saint-Jacques.

El primer año de utilización en condiciones reales del Translohr ha puesto en evidencia una sensibilidad importante del sistema de guiado al ambiente exterior.
El 6 de octubre de 2006 un Translohr de Clermont-Ferrand descarriló sobre el viaducto de Saint-Jacques. La presencia de un objeto extraño en la garganta del rail fue la causa. El accidente no provocó ningún herido, pero el servicio se interrumpió un mes. Tras este incidente los tranvías fueron equipados de un dispositivo de limpieza del raíl de guiado (llamado DDO, Dispositif, de Dégagement d'Objets). Además un vehículo especial limpia la plataforma todas las noches. Tras este incidente no se ha reseñado ningún otro en el sistema de guiado.
En el mismo periodo un Translohr de Padua descarriló por la misma razón durante la fase de pruebas. El 5 de mayo de 2007 el Translohr de Padua descarrila de nuevo, lo que provoca un herido leve y la rotura de un cristal. La causa del accidente aún no se ha averiguado.
Un tranvía del Translohr de Tianjin descarriló el 20 de agosto de 2007, tres meses después de su inauguración. El último incidente tuvo lugar el 26 de diciembre de 2009, cuando un Translohr de Clermont-Ferrand se incendió accidentalmente.

## Normativa de circulación

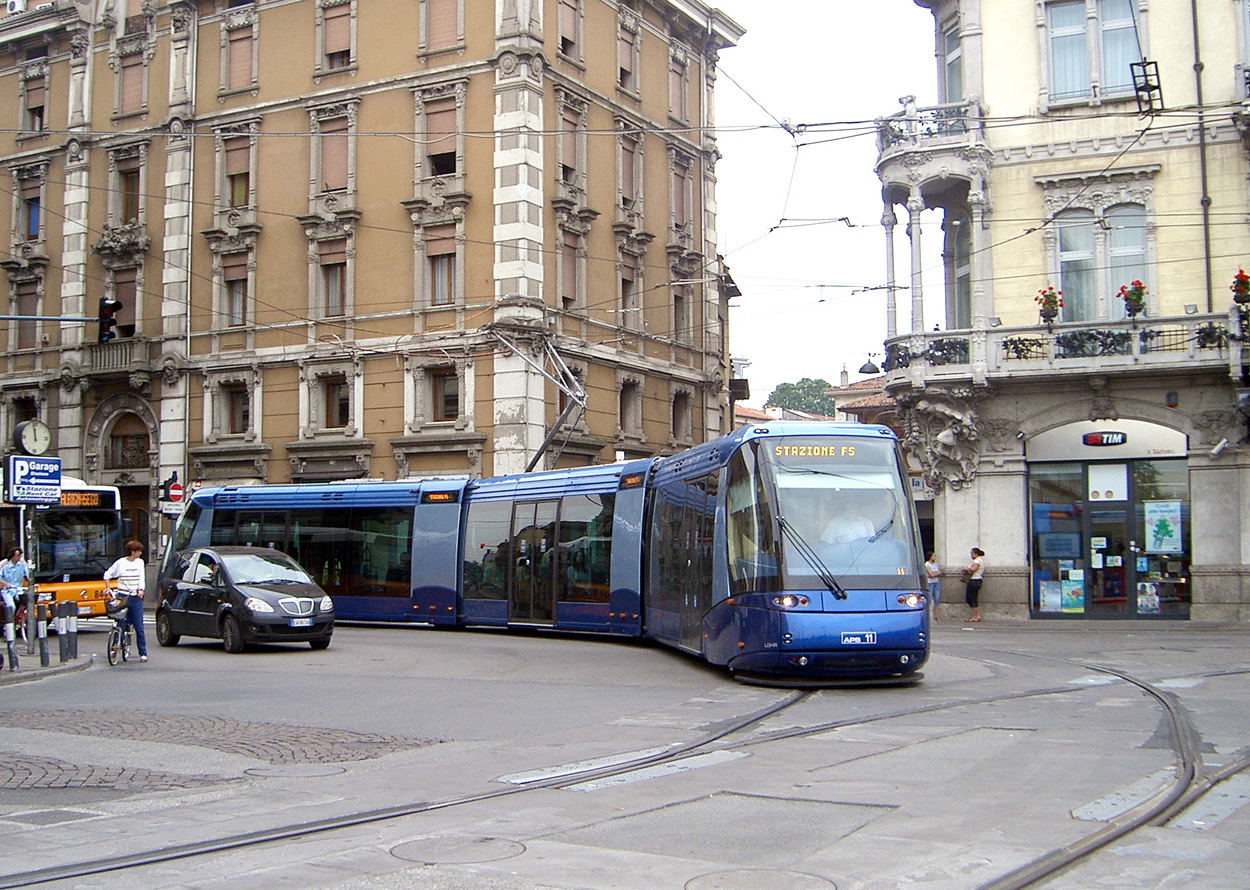
Translohr en Padua.

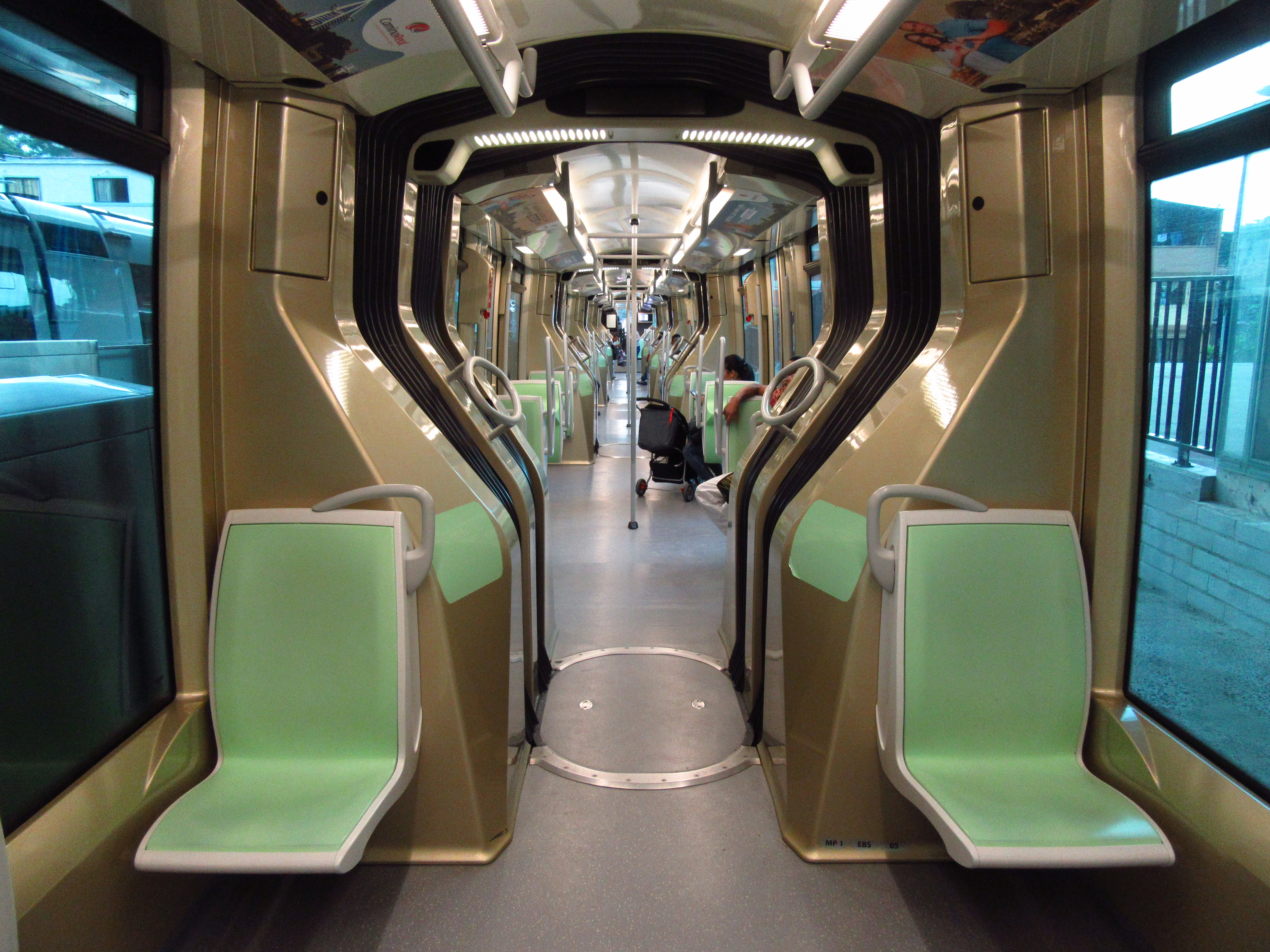
Interior de un vehículo NTL STE5 de la Línea T del Tranvía de Medellín.

El Translohr, aunque circule sobre ruedas neumáticas, se considera un tranvía y se homologa como tal, por lo que no tiene que cumplir el código de circulación ni necesita una placa de matrícula. Esto se debe a que circula siempre completamente guiado, al contrario que otros sistemas como el TVR que es guiado pero puede circular por zonas no guiadas gracias a un volante.
Por ser considerado un tranvía el Translohr puede hacer varias cosas que sistemas como el TVR no pueden hacer:
- Circular varias composiciones acopladas
- Tener una longitud por encima de lo permitido para vehículos corrientes
- Ser reversibles, eliminando la necesidad de raqueta al final de la línea

## Comercialización

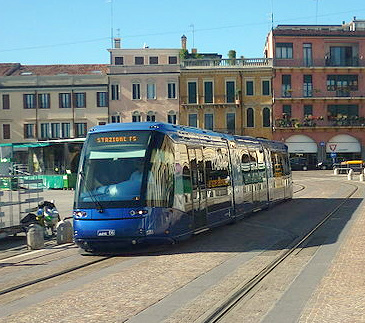
Rama de Translohr en Padua.

La primera línea en utilizar el Translohr fue en Clermont-Ferrand, Francia, Su parque móvil se compone de 26 tranvías de 4 módulos.
Lohr Industrie inauguró el 6 de diciembre de 2006 la infraestructura de una línea de 9 kilómetros en la zona de desarrollo económico de Tianjin. La puesta en servicio tuvo lugar en mayo de 2007. La línea utiliza 8 tranvías de 3 módulos.
En Italia, en la ciudad de Padua, el Translohr se inauguró el 24 de marzo de 2007. El tren atraviesa una plaza alimentado tan solo por sus baterías. Dispone de 16 composiciones en circulación.

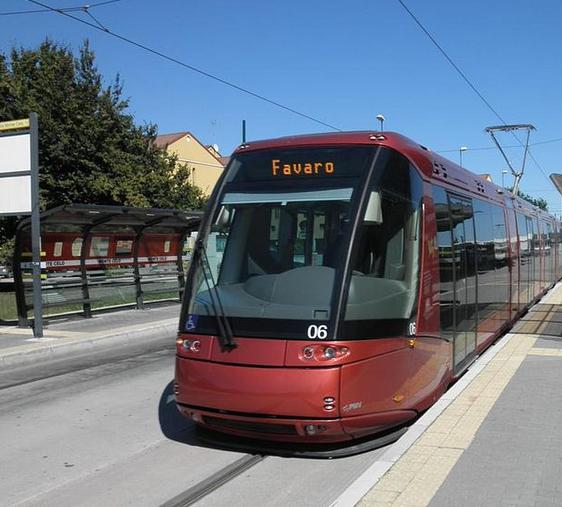
Translohr en Mestre (ITA).

En Italia en la ciudad de Mestre (Venecia) el Translohr debutó el 19/12/2010.
En Medellín ( Colombia), está en funcionamiento desde el 7 de abril de 2016. Funciona con 12 vehículos como la línea T-A (Tranvía Ayacucho) del sistema SITVA Tranvía de Medellín
Otras ciudades tienen un Translohr en construcción:
- L'Aquila ( Italia), proyecto abandonado
- Shanghái ( China)
- Entre Saint-Denis y Sarcelles, como la línea T5 del tranvía de París[4]
- Entre Viroflay y Châtillon, como la línea T6 del tranvía de París[5]
- Latina ( Italia),[5] proyecto abandonado
- Burgos (Aunque el proyecto está paralizado indefinidamente) ( España)
- Orense Se encuentra en proyecto ( España)[cita requerida]

## Anexos